# Brolamfetamina
La brolamfetamina, conocida también como DOB, es una droga alucinógena serotoninérgica que se hizo disponible en la década de 1960. Es uno de los alucinógenos potentes de la familia de las fenetilaminas, cuya ingestión ya ha causado varias muertes notificadas en todo el mundo. Sin embargo, no hay suficiente información sobre las propiedades de la droga con base en estudios controlados disponibles de farmacocinetica.

## Farmacología
La brolamfetamina es un agonista del receptor 5-HT2A (serotonina o 5-hidroxitriptamina). Como con todos los otros psicodélicos que han sido estudiados como isómeros ópticos, es el isómero "R" de DOB que es el más activo que la mezcla racémica, y la "S" es ciertamente mucho menos activa, pero tiene nunca ha ejecutado hasta niveles completamente activas. El homólogo alfa-etílico de DOB es ARIADNE (4C-DOM).

## Metabolismo
Los metabolitos identificados de la brolamfetamina indican que se metaboliza por O-desmetilación seguida de desaminación oxidativa a la correspondiente cetona, así como desaminación seguida por reducción al alcohol correspondiente. Otras vías metabólicas fueron O, O-bisdesmetilation o hidroxilación de la cadena lateral seguido por O-desmetilación y desaminación en el correspondiente alcohol.

## Usos
Esta droga puede producir alucinaciones y afectar las interpretaciones del tiempo y del espacio. Algunas personas que pensaban que tomaron LSD lo que en realidad tomaban DOB. Las investigaciones han encontrado que los efectos del DOB se desarrollan de manera más gradual y son más prolongados que los del LSD.

## Efectos
Una pequeña dosis ilumina la percepción de los colores y crea un ambiente suave. Dosis mayores generan temblores musculares y una mayor comprensión de los problemas psicológicos. Se ha recomendado no intentar conducir un automóvil en estado de intoxicación por la droga. En un entorno experimental controlado con voluntarios interesados en el uso de la droga para obtener un mejor conocimiento de sí mismos, la droga estimuló los pensamientos, los sentimientos y sensaciones físicas. La gente se volvió más articulada y vio un nuevo significado en las experiencias ordinarias. Se volvieron más proclives al auto-examen. En contraste con las experiencias con MDA, los voluntarios mostraron menos letargo con el empleo de DOB y estaban más interesados en lo que sucedía a su alrededor. Con 0.4 mg de brolamfetamina hubo una mejora clara de la percepción visual, y cierto reforzamiento de los colores. Una sensación de frío viento en la piel. Se siente un afecto enriquecido emocional, una sensación cómoda y buena, y un fácil sueño con ensueños coloridos.

## Inconvenientes
En caninos la brolamfetamina puede elevar la temperatura corporal y la presión arterial. En los seres humanos los efectos físicos de la droga pueden incluir náusea, diarrea, espasmos musculares, espasmos de los vasos sanguíneos, sensaciones de hormigueo y ardor, sensación alterada del tacto y crisis convulsivas. La droga puede ser segura, desde un punto de vista farmacéutico técnico, porque hay una gran diferencia entre el tamaño de una dosis terapéutica y una letal, pero la droga es tan potente que incluso las dosis pequeñas pueden matar. Los efectos pueden durar horas y de repente intensificarse y resultar mortales. Las características de la sobredosis pueden parecerse a los de la anfetamina, incluyendo el miedo y la agresión física. La literatura médica incluye un caso en que los efectos de la brolamfetamina se asemejan algo al ergotismo, lo cual puede resultar en amputación de las piernas del paciente.